# 日本テレビ平日昼前の情報番組枠
『日本テレビ平日昼前の情報番組枠』（にほんテレビへいじつひるまえのじょうほうばんぐみわく）とは、日本テレビにて平日（月曜日 - 金曜日）の10時・11時台にて放送されている情報番組の一覧である。

## 歴史
- 1996年9月30日：本枠の第1弾として『峰竜太のホンの昼メシ前』がスタート、2002年3月29日まで放送された。
- 2003年4月7日：NNN24（現在：日テレNEWS24）制作の『さきどり!Navi』がスタート、本枠が復活した。
- 2005年10月3日：読売テレビ制作の『なるトモ!』がスタート、本枠が再復活したが番組が半年で終了した。
- 2006年4月3日：平日夕方から移動の『ラジかるッ』がスタート、2009年3月27日まで放送された。
- 2009年3月30日：『ラジかるッ』と平日昼の情報番組枠・『おもいッきりイイ!!テレビ』を統合させた累計3時間のワイド番組『おもいッきりDON!』がスタート。
- 2009年10月5日：『おもいッきりDON!』の第1部（10:25 - 11:25〈JST〉）の通称を『おもいッきりPON!』にする。平日昼の情報番組枠を分離し再び1時間番組に戻る。
- 2010年3月29日：『おもいッきりPON!』の『おもいッきり』を取った『PON!』が放送開始した。2018年9月27日まで放送された。
- 2016年3月25日：『PON!』の金曜日放送をこの週を最後に中止、翌週より月曜日〜木曜日の放送となる。
- 2018年10月1日：『バゲット』が放送開始。
- 2023年4月3日：『バゲット』が終了し、朝のワイドショー枠と統廃合となった『DayDay.』が開始。

## 主な番組
- 峰竜太のホンの昼メシ前（1996年9月30日 - 2002年3月29日）
- さきどり!Navi（NNN24制作/2003年4月7日 - 2004年9月2日）
  - 木曜日までの放送。
- なるトモ!（よみうりテレビ制作/2005年10月3日 - 2006年3月31日）
- ラジかるッ（2006年4月3日 - 2009年3月27日）
- おもいッきりDON!・第1部（2009年3月30日 - 2010年3月26日）
  - おもいッきりDON!1025（2009年3月30日 - 2009年10月2日）
  - おもいッきりPON!（2009年10月5日 - 2010年3月26日）
- PON!（2010年3月29日 - 2018年9月27日）
  - 2016年4月以降は木曜日までの放送に縮小。
- バゲット（2018年10月1日 - 2023年3月30日）
- DayDay.・第2部（2023年4月3日 - 現在）